# Twin Ring Motegi
Le Twin Ring Motegi (actuellement Mobility Resort Motegi, appelé communément « circuit de Motegi ») est un circuit permanent de sports mécaniques situé à côté de la ville de Motegi, au Japon. 
Depuis 2004, il est l'hôte du Grand Prix moto du Japon dans le cadre du championnat du monde de vitesse moto. Auparavant, entre 1999 et 2003, il accueillait l'épreuve en tant que Grand Prix moto du Pacifique.
Le complexe offre un ovale mesurant 2,493 km et comportant deux bankings inclinés à 10°, ainsi qu'un circuit routier long de 4 801 mètres pouvant se scinder en deux circuits indépendants de longueurs respectives de 1 400 et 3 400 mètres.

## Palmarès

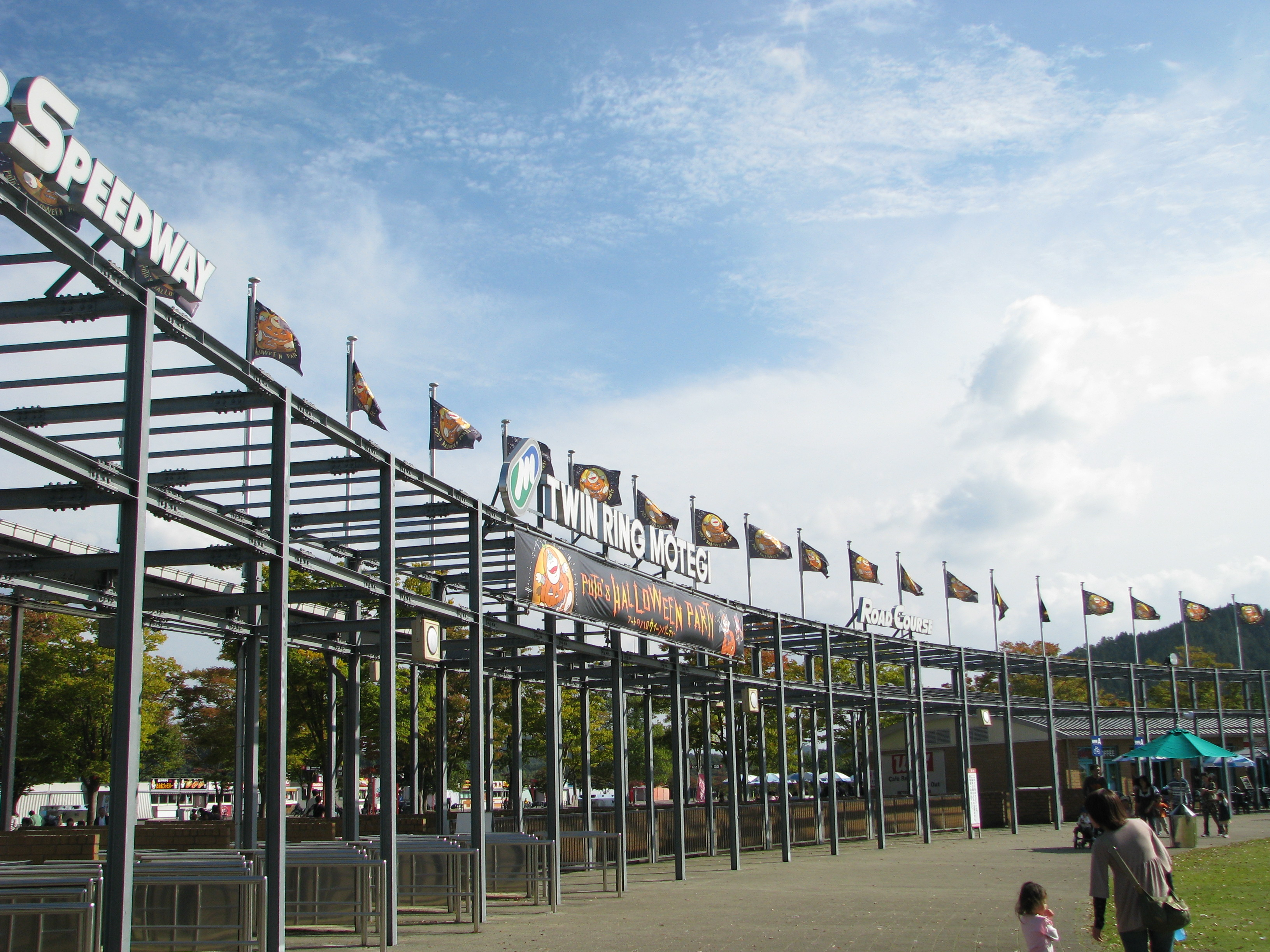
L'entrée du circuit.

### Grand Prix moto
| Année | Moto3                     | Moto2                     | MotoGP                      | Rapport |
| ----- | ------------------------- | ------------------------- | --------------------------- | ------- |
| 2015  | Niccolò Antonelli (Honda) | Johann Zarco (Kalex)      | Dani Pedrosa (Honda)        | Rapport |
| 2014  | Álex Márquez (Honda)      | Thomas Lüthi (Suter)      | Jorge Lorenzo (Yamaha)      | Rapport |
| 2013  | Álex Márquez (KTM)        | Pol Espargaro (Kalex)     | Jorge Lorenzo (Yamaha)      | Rapport |
| 2012  | Danny Kent (KTM)          | Marc Márquez (Suter)      | Daniel Pedrosa (Honda)      | Rapport |
| Année | 125 cm3                   | Moto2                     | MotoGP                      | Rapport |
| 2011  | Johann Zarco (Derbi)      | Andrea Iannone (Suter)    | Dani Pedrosa (Honda)        | Rapport |
| 2010  | Marc Márquez (Derbi)      | Toni Elias (Moriwaki)     | Casey Stoner (Ducati)       | Rapport |
| Année | 125 cm3                   | 250 cm3                   | MotoGP                      | Rapport |
| 2009  | Andrea Iannone (Aprilia)  | Álvaro Bautista (Aprilia) | Jorge Lorenzo (Yamaha)      | Rapport |
| 2008  | Stefan Bradl (Aprilia)    | Marco Simoncelli (Gilera) | Valentino Rossi (Yamaha)    | Rapport |
| 2007  | Mattia Pasini (Aprilia)   | Mika Kallio (KTM)         | Loris Capirossi (Ducati)    | Rapport |
| 2006  | Mika Kallio (KTM)         | Hiroshi Aoyama (KTM)      | Loris Capirossi (Ducati)    | Rapport |
| 2005  | Mika Kallio (KTM)         | Hiroshi Aoyama (Honda)    | Loris Capirossi (Ducati)    | Rapport |
| 2004  | Andrea Dovizioso (Honda)  | Daniel Pedrosa (Honda)    | Makoto Tamada (Honda)       | Rapport |
| Année | 125 cm3                   | 250 cm3                   | 500 cm3                     | Rapport |
| 1999  | Masao Azuma (Honda)       | Shinya Nakano (Yamaha)    | Kenny Roberts, Jr. (Suzuki) | Rapport |

### Champ Car et IndyCar
| Année          | Pilote            | Voiture               | Équipe         |                |                |                |
| CART Champ Car | CART Champ Car    | CART Champ Car        | CART Champ Car | CART Champ Car | CART Champ Car | CART Champ Car |
| -------------- | ----------------- | --------------------- | -------------- | -------------- | -------------- | -------------- |
| 1998           | Adrián Fernández  | Reynard Ford-Cosworth | Patrick        |                |                |                |
| 1999           | Adrián Fernández  | Reynard Ford-Cosworth | Patrick        |                |                |                |
| 2000           | Michael Andretti  | Lola Ford-Cosworth    | Newman/Haas    |                |                |                |
| 2001           | Kenny Bräck       | Lola Ford-Cosworth    | Rahal          |                |                |                |
| 2002           | Bruno Junqueira   | Lola Toyota           | Ganassi        |                |                |                |
| IndyCar Series |                   |                       |                |                |                |                |
| 2003           | Scott Sharp       | Dallara Toyota        | Kelley         |                |                |                |
| 2004           | Dan Wheldon       | Dallara Honda         | Andretti Green |                |                |                |
| 2005           | Dan Wheldon       | Dallara Honda         | Andretti Green |                |                |                |
| 2006           | Hélio Castroneves | Dallara Honda         | Penske         |                |                |                |
| 2007           | Tony Kanaan       | Dallara Honda         | Andretti Green |                |                |                |
| 2008           | Danica Patrick    | Dallara Honda         | Andretti Green |                |                |                |
| 2009           | Scott Dixon       | Dallara Honda         | Ganassi        |                |                |                |
| 2010           | Hélio Castroneves | Dallara Honda         | Penske         |                |                |                |
| 2011           | Scott Dixon       | Dallara Honda         | Ganassi        |                |                |                |